# 卡門·阿魯法特
卡門·阿魯法特·布拉斯科（2002年10月11日—）是一位西班牙女演員。她在電視劇集《HIT》中飾演反派角色莉娜（Lena）而為人熟知。她也憑在電影《天真無邪》中的優秀演出獲提名哥雅獎最佳新人女演員。

## 早年生活
卡門·阿魯法特·布拉斯科在2002年10月11日出生於西班牙巴倫西亞自治區卡斯特利翁省的卡斯特利翁-德拉普拉納。她從11歲起開始參加演戲課程，並在由維克多·安托利（Víctor Antolí）經營的戲劇學校接受培訓。

## 職業生涯
阿魯法特在2019年的劇情片《天真無邪》中首次作為劇情長片女主角亮相（她為了得到這個角色而謊報年齡），她的優秀演出為她獲得哥雅獎最佳新人女演員提名。
阿魯法特隨後搬到馬德里，並於2020年開始在電視劇集《HIT》中飾演有控制慾和自戀的莉娜·瓦列霍·波塞（Lena Vallejo Posse）；劇集於2020年1月開始拍攝，但很快因COVID-19封鎖措施而被迫中斷，因此她轉而在2020年4月至5月由La 1播出的喜劇劇集《隔離日記》中飾演一個在COVID-19封鎖期間與家人一起被困的青少年。《HIT》最後在2020年6月恢復拍攝，並於7月結束。
2020年末，阿魯法特出演Movistar+驚悚劇集《他們都在說謊》，劇集於2022年1月首播。2021年12月，FormulaTV報導她將加入《菁英殺機》第六季的演員陣容。

## 作品列表

### 電影
| 年份 | 標題         | 角色                 | 附註 | 來源   |
| ---- | ------------ | -------------------- | ---- | ------ |
| 2019 | 《天真無邪》 | 莉絲（Lis）             | 主角 | [ 6 ]  |
| 2019 | 《》         | 喬安娜（西班牙語：Joanna） |      | [ 15 ] |

### 電視
| 年份 | 標題             | 角色                 | 附註               | 來源   |
| ---- | ---------------- | -------------------- | ------------------ | ------ |
| 2020 | 《隔離日記》     | 被困青少年（La adolescente atrapada）       | 主要角色；8集      | [ 12 ] |
| 2020 | 《HIT》          | 莉娜·瓦列霍·波塞（Lena Vallejo Posse） | 主要角色；21集     | [ 16 ] |
| 2022 | 《他們都在說謊》 | 娜塔莉（Natalia）           | 主要角色；6集      | [ 17 ] |
| 2022 | 《菁英殺機》     | 莎拉（Sara）             | 主要角色（第六季） | [ 2 ]  |

## 獲獎和提名
| 年份 | 獎項                                  | 類別                          | 提名作品     | 結果 | 來源          |
| ---- | ------------------------------------- | ----------------------------- | ------------ | ---- | ------------- |
| 2019 | 貝爾蘭加獎                            | 最佳女主角  | 《天真無邪》 | 獲獎 | [ 18 ]        |
| 2019 | 阿爾梅里亞國際電影節獎 （西班牙語：Festival Internacional de cine de Almería） | 最佳女主角 （西班牙語：Mejor actriz）     | 《天真無邪》 | 獲獎 |               |
| 2020 | 圖里亞獎 （西班牙語：Premios Turia）               | 最佳女主角 （西班牙語：Mejor actriz）     | 《天真無邪》 | 獲獎 |               |
| 2020 | 圖盧茲西班牙電影展獎                  | 最佳女主角 （西班牙語：Mejor actriz）     | 《天真無邪》 | 獲獎 |               |
| 2020 | 哥雅獎                                | 最佳新人女演員                | 《天真無邪》 | 提名 | [ 19 ]        |
| 2020 | 高第獎                                | 最佳女主角  | 《天真無邪》 | 提名 |               |
| 2020 | 電影作家協會獎                        | 最佳新人女演員 （西班牙語：Mejor Actriz Revelación） | 《天真無邪》 | 提名 | [ 20 ] [ 21 ] |
| 2021 | 電影日獎 （西班牙語：Premios Días de Cine）               | 明星誕生獎 （西班牙語：Premio Ha nacido una estrella）     | 《天真無邪》 | 獲獎 |               |

## 外部連結
- 卡門·阿魯法特在互联网电影资料库（IMDb）上的資料（英文）
- 卡門·阿魯法特的Instagram帳戶